# Actia mimetica
Actia mimetica är en tvåvingeart som beskrevs av Malloch 1930. Actia mimetica ingår i släktet Actia och familjen parasitflugor. Inga underarter finns listade i Catalogue of Life.